# Молитва
За песму победницу Песме Евровизије 2007, види Молитва (песма).
Молитва је обраћање Богу. У разним видовима постоји у већини религија света.
Молити се - то значи налазити се у оном нарочитом стању, у којем духовно начело човека улази у тајанствени и непосредни додир са Богом и оностраним, невидљивим светом. Бити у молитвеном стању могуће је у свим животним околностима. Али најпријатније услове за молитву треба тражити у осамљењу.

## Степени молитве
Постоје четири степена молитве:
1. Први степен-молитва телесна, стајање, читање.
2. Други степен је молитва у којој су речи повезане са умом (пажљива молитва).
3. Трећи степен је када свака реч молитве "одјекује" не само у уму већ и у срцу. Ако се у молитви изражава нека молба онда се у срцу осећа силна жеља за тим што се тражи.
4. Четврти степен је молитва без речи, стајање пред Господом у миру и потпуној преданости.

## Мир у срцу
Најважније је чување срца у миру. У срцу треба да влада мир, ћутање. Када осетимо погодно расположење можемо прекинути ћутање завршењем Исусове молитве. Она је у почетку гласила: "Господе Исусе Христе, Сине Божији и Речи Божија, Богородице ради, помилуј ме!".  Временом су монаси скраћивали молитву и она данас гласи: "Исусе, Сине Божији, помилуј ме!".
Молитва се изговара са осећањем ако не можемо онда покушајмо да срцем припаднемо Господу. Како будемо напредовали у чувању мира у срцу и у сабраности ума у срцу, Бог ће нам раније или касније према степену чежње дати дар сталне умосрдачне молитве. Молитва ће се вршити у срцу лако и неосетно као дисање, без престанка ће тећи у нама.  
Оци су учили да је Царство Божије мир и радост у Духу Светом. Услов је очишћење срца од брига како би оно могло да прими Бога у себе, јер ће само чистим срцем Бога видети. Први корак ка богопоштењу је предавање себе Богу што се постиже кроз молитву. Постоје разне молитве, тачније толико колико има људских судбина.

## Где се молити
Као што је дисање важно, тако је важна и молитва. Молимо се свуда и на сваком месту где год за то осетимо потребу. Можемо се молити у осами, на пустом месту, својој соби, канцеларији, у храму. Где год да се молимо важно је да молитву чинимо ради Бога, а не ради људи. Да би што више напредовали и нашли мир у срцу и души важно је молити се за опроштај својих грехова. На почетку и на крају сваке молитве, при помињању Пресвете Тројице ми се крстимо. Богу се треба молити увек, а Црква својим верницима препоручује да се редовно моле ујутру и увече. Ујутру да би молитвом започели дан, а увече да сагледавши дан који је прошао, замоле Бога за мирну и спокојну ноћ.

## Чин молитве
Различите духовне традиције нуде широк спектар чинова преданог поштовања. Постоје јутарње и вечерње молитве, благодати изречене пре или након оброка и побожни физички покрети. Неки хришћани повијају главе и склапају руке. Неки Индијанци сматрају да је плес облик молитве. Део суфиста се ковитла. Хиндуси појају мантре. Јеврејска молитва може укључивати њихање напред-назад и наклоне. Муслиманска молитва укључује клањање, клечање и сеџду. Квекери ћуте. Неки се моле према стандардизованим ритуалима и литургијама, док други преферирају екстемпоралне молитве. Други комбинују оба приступа.
Фридрих Хајлер се често наводи у хришћанским круговима због своје систематске Типологије молитве која наводи шест врста молитве: примитивну, ритуалну, грчку културну, филозофску, мистичну и пророчку. Неки облици молитве захтевају претходни ритуални облик чишћења или пречишћавања, као што је то у гуслу и вуду.
Молитва се може обављати приватно и појединачно, или се може обављати заједнички у присуству саверника. Молитва се може уградити у свакодневни „мисаони живот“, у коме се особа стално налази у комуникацији са богом. Неки људи се моле за све оно што се дешава током дана и траже смернице како дан одмиче. Ово се заправо сматра захтевом у неколико хришћанских деноминација, иако спровођење није могуће нити је пожељно. Могуће је мноштво различитих одговора на молитве, јер постоји много начина тумачења одговора на питање, ако до њега заиста дође. Неке особе могу доживети звучне, физичке или менталне епифаније. Ако заиста дође одговор, време и место доласка сматрају се случајним. Неки спољашњи чинови који понекад прате молитву су: помазање уљем; звоњење звона; паљење тамјана или папира; паљење свеће или свећа, окретање према одређеном правцу (тј. према Меки или истоку); прављење знака крста. Један мање уочљив чин везан за молитву је пост.